# آماندا سودانو
آماندا سودانو (به انگلیسی: Amanda Sudano) با نام کامل آماندا گریس سودانو رامیرز (به انگلیسی: Amanda Grace Sudano Ramirez) (زاده ۱۱ اوت ۱۹۸۲) خواننده، ترانه‌سرا و مدل آمریکایی است.